# März 2015
Portal Geschichte | Portal Biografien | Aktuelle Ereignisse | Jahreskalender | Tagesartikel

◄ |
20. Jahrhundert |
21. Jahrhundert

◄ |
1980er |
1990er |
2000er |
2010er
| 2020er | 2030er | 2040er

◄ |
2011 |
2012 |
2013 |
2014 |
2015
| 2016 | 2017 | 2018 | 2019 | ►

◄ |
Dezember 2014 |
Januar 2015 |
Februar 2015 |
März 2015 |
April 2015 |
Mai 2015 |
Juni 2015 |
►
Dieser Artikel behandelt tagesbezogene Nachrichten und Ereignisse im März 2015.

## Tagesgeschehen

### Sonntag, 1. März 2015

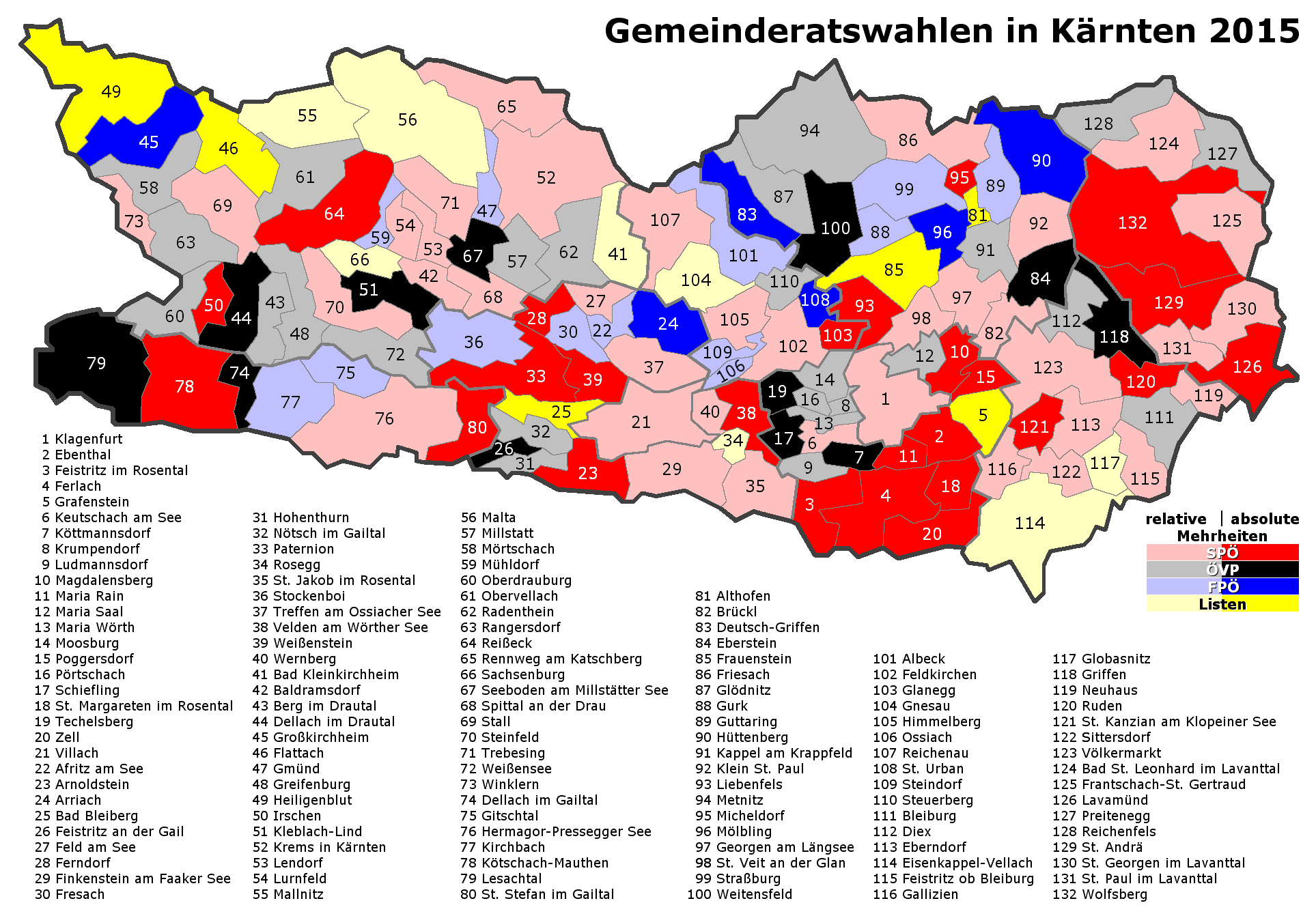
Gemeinderatswahlen in Kärnten

- Andorra la Vella/Andorra: Trotz Verlusten behält die Partei Demòcrates per Andorra die Mehrheit der Sitze bei der Parlamentswahl in Andorra 2015.[1]
- Duschanbe/Tadschikistan: Bei der Parlamentswahl in Tadschikistan festigt Präsident Emomalij Rahmon seine Macht weiter. Die ihm nahestehende Volksdemokratische Partei bekommt 65,2 Prozent der Stimmen im Unterhaus. Drei weiteren Parteien gelingt der Sprung über die 5-%-Hürde.[2]
- Klagenfurt/Österreich: Die Gemeinderats- und Bürgermeisterwahlen in Kärnten bringen Gewinne für die SPÖ, die mit etwas über 40 Prozent stärkste Kraft wird, ebenso wie für die mit über 22 Prozent zweitplatzierte ÖVP. Die FPÖ erreicht knapp 18 Prozent und muss gegenüber dem letzten Ergebnis dem damals angetretenen BZÖ/FPK starke Verluste hinnehmen. Die Grünen können ihr Ergebnis auf über 5 Prozent geringfügig verbessern. In 37 Gemeinden muss die Entscheidung um den Bürgermeister in einer Stichwahl am 15. März 2015 fallen.[3]
- Moskau/Russland: Zehntausende gedenken in der russischen Hauptstadt des ermordeten Oppositionspolitikers und Putin-Gegners Boris Nemzow bei einem Trauermarsch. Auch in Sankt Petersburg und im sibirischen Tomsk gibt es Trauermärsche. Die Tathintergründe sind noch ungeklärt. Geprüft wird eine Verbindung zum Ukraine-Krieg, den Nemzow als illegal und die Beteiligung russischer Soldaten dort ohne Erkennungsabzeichen als bewiesen erklärte, oder eine Verbindung in islamistische Kreise in den Nordkaukasus, da das Fahrzeug der Täter eine inguschetische Zulassung hat.[4]
- Tallinn/Estland: Die Parlamentswahlen gewinnt die liberale Reformpartei von Ministerpräsident Taavi Rõivas. Die bisherige Regierungskoalition aus der Reformpartei und der Sozialdemokratischen Partei büßt jedoch ihre Mehrheit ein und ist nun auf einen weiteren Koalitionspartner angewiesen. Zweitstärkste Kraft wird die prorussische Zentrumspartei, die allerdings mangels Koalitionspartner keine Aussicht auf eine Regierungsbeteiligung hat.[5]

### Montag, 2. März 2015
- Tegucigalpa/Honduras: Es wird bekannt, dass Wissenschaftler im honduranischen Regenwald in der Region La Mosquitia im Nordosten des Landes Überreste von Plätzen, Erdwällen und einer Pyramide entdeckt haben, die zur sagenumwobenen „Weißen Stadt“ gehören. Die Fundstücke datieren auf die Zeit von 1000 bis 1400 nach Christus.[6]
- Tikrit/Irak: Die irakische Armee beginnt eine Großoffensive mit 30.000 Soldaten auf die Stadt Tikrit. Die strategisch wichtige Heimatstadt des früheren Machthabers Saddam Hussein soll aus den Händen der Terrormiliz Islamischer Staat befreit werden.[7]

### Dienstag, 3. März 2015
- Palikir/Mikronesien: In Mikronesien finden Wahlen zum Kongress, dem Parlament, statt. Teilergebnisse liegen aus dem Bundesstaat Yap vor, dessen zwei Abgeordnete ohne Gegenkandidaten bestätigt werden.[8]
- Temuco/Chile: Der Ausbruch des Vulkans Villarrica in der Region Araukanien im Kleinen Süden Chiles führt zur Evakuierung von 3000 Menschen, die am Fuße des Berges leben.[9]

### Mittwoch, 4. März 2015
- Donezk/Ukraine: Bei einer verheerenden Gasexplosion in der Kohlegrube Sassjadko in der Oblast Donezk verunglücken mindestens 32 Bergarbeiter tödlich. Die prorussischen Separatisten, die das Gebiet kontrollieren, verhindern den Zugang ukrainischer Rettungskräfte zum Unglücksort.[10]
- Neu-Delhi/Indien: Ein Gericht untersagt die Ausstrahlung der Dokumentation India’s Daughter, die die Gruppenvergewaltigung und tödlichen Misshandlung einer jungen Frau 2012 thematisiert, mit der Begründung, ein darin enthaltenes Interview mit einem Vergewaltiger bedrohe die öffentliche Ordnung. Während der Innenminister Rajnath Singh sowie der Städtebauminister Venkaiah Naidu das Ausstrahlungsverbot verteidigen, wertet die britische Regisseurin des Films, Leslee Udwin, das Vorgehen als willkürliche Zensur.[11]

### Donnerstag, 5. März 2015
- Astana/Kasachstan: Aufgrund einer Überversorgung verhängt das kasachische Energieministerium ein vorübergehendes Importverbot für russisches Gas und Dieselöl, um die einheimischen Märkte zu schützen. Energieminister Vladimir Shkolnik kündigt an, dass Kasachstan sich ab 2016 selbst mit Gas und Ölprodukten versorgen könne.[12]
- Elsteraue/Deutschland: Der Ortsbürgermeister Markus Nierth von Tröglitz sieht seine Familie und sich durch wiederholte von dem NPD-Kreisrat Steffen Thiel angemeldete Demonstrationen gegen die Unterbringung von 40 Flüchtlingen im Ort persönlich gefährdet, sein Rücktritt zum 5. März wird bundesweit am 9. März in den Medien gemeldet.[13][14]
- Shinyanga/Tansania: Heftige Regenfälle führen im Distrikt Kahama in der Region Shinyanga im Norden Tansanias zu massiven Überschwemmungen. Mindestens 42 Personen werden dabei getötet.[15]

### Freitag, 6. März 2015

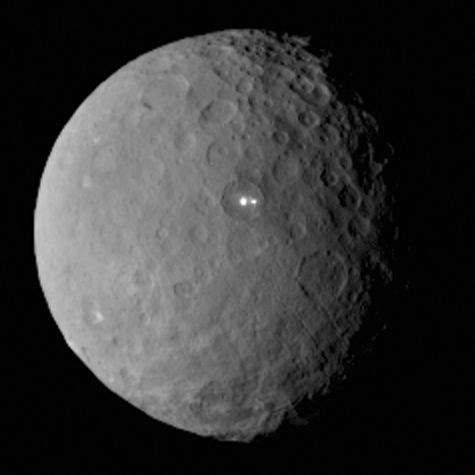
Ceres, fotografiert am 19. Februar 2015 von der Raumsonde Dawn

- Maseru/Lesotho: Der frühere Premierminister Bethuel Pakalitha Mosisili wird erneut zum Regierungschef seines Landes designiert. Er soll eine Koalitionsregierung aus dem Democratic Congress, der bei den Wahlen am 28. Februar knapp die meisten Stimmen auf sich vereinigen konnte, und sechs weiteren kleinen Parteien führen.[16]
- Salzburg/Österreich: Die Salzburger Festspiele geben bekannt, dass Bettina Hering, derzeit Intendantin am Landestheater Niederösterreich, ab 2017 die Funktion der Schauspieldirektorin der Salzburger Festspiele übernehmen wird. Sie ist die erste Frau in dieser Position.[17]
- Weltall: Erstmals erreicht mit der Raumsonde Dawn ein Flugkörper die Umlaufbahn eines Zwergplaneten. Bis 2016 soll die Sonde den als Eisklumpen geltenden Zwergplaneten Ceres im Planetoidengürtel zwischen Mars und Jupiter untersuchen. Erste Photos aus dem Ceres-Orbit begeistern die Wissenschaftler.[18]
- Wien/Österreich: Der Beirat der österreichischen Regierung spricht sich gegen eine Rückgabe von Gustav Klimts Beethovenfries an die Erben des ursprünglichen Besitzers aus. Dieser Empfehlung möchte Kanzleramtsminister für Kunst, Kultur, Verfassung und Medien Josef Ostermayer folgen.[19]

### Samstag, 7. März 2015
- Mossul/Irak: Milizen der Terrororganisation Islamischer Staat beginnen mit der systematischen Zerstörung der Ruinen der ehemaligen bedeutenden Stadt des Partherreichs Hatra, die zum Weltkulturerbe der UNESCO gehört.[20]
- Peking/China: Die Filmdokumentation Unter der Glocke der chinesischen Journalistin und Regisseurin Chai Jing wird durch die Propaganda-Abteilung der Kommunistischen Partei zensiert und von den Videoportalen im Internet gelöscht, nachdem diese von einer Million Chinesen angesehen und anfangs von Umweltminister Chen Jining gelobt wurde. Die Filmdokumentation über den Smog hat eine landesweite Debatte über die Ursachen für den gefährlichen Feinstaub in der Luft angestoßen.[21]

### Sonntag, 8. März 2015
- Bamako/Mali: Im Norden Malis werden bei einem Raketenangriff auf einen UN-Stützpunkt mindestens drei Personen getötet. Bereits am Vortag kommen bei einem Anschlag auf einen bei Ausländern beliebten Nachtclub in der Hauptstadt mindestens fünf Personen um.[22]
- Diffa/Niger: Ausgehend von den Städten Diffa und Bosso im Südosten Nigers starten nigrische und tschadische Soldaten eine gemeinsame Großoffensive gegen die Terrormiliz Boko Haram im Nachbarland Nigeria. Dabei können erste Orte aus den Händen der Islamisten befreit werden.[23]
- Moskau/Russland: Im Mordfall Nemzow ordnet ein Moskauer Gericht für fünf Verdächtigte aus dem Nordkaukasus Untersuchungshaft an, nachdem sie in Inguschetien gefasst worden waren. In der tschetschenischen Hauptstadt Grosny entzieht sich ein sechster Verdächtigter der Festnahme durch Suizid.[24]
- Winterberg/Deutschland: Eine für deutsche Sportler überaus erfolgreiche Bob- und Skeleton-Weltmeisterschaft 2015 geht im Hochsauerland zu Ende. Der Abschlussveranstaltung nach der letzten Siegerehrung wohnen 10.000 Menschen bei.[25]

### Montag, 9. März 2015
- Abu Dhabi/Vereinigte Arabische Emirate: Das Solarflugzeug Solar Impulse 2 startet zu einer Weltumrundung.[26]
- Bogotá/Kolumbien: Tausende Kolumbianer demonstrieren in der Hauptstadt in einem Marsch für das Leben für Frieden und fordern ein Ende des jahrzehntelangen Bürgerkrieges zwischen linksgerichteten FARC-Rebellen und Regierungstruppen.[27]
- Frankfurt am Main/Deutschland: Die Europäische Zentralbank beginnt mit dem Aufkaufprogramm von Staatsanleihen der Euro-Mitgliedsländer mit Ausnahme von Griechenland und Zypern in Milliardenhöhe.[28]
- La Rioja/Argentinien: Bei der Kollision zweier Hubschrauber in der Provinz La Rioja im Rahmen der Dreharbeiten für die französische Fernsehproduktion Dropped sterben zehn Personen, darunter die Seglerin Florence Arthaud, die Schwimmerin Camille Muffat und der Boxer Alexis Vastine.[29]

### Dienstag, 10. März 2015
- Abidjan/Elfenbeinküste: Wegen Mitverantwortung für die Gewaltwelle nach den ivorischen Präsidentschaftswahlen 2010 wird die frühere Präsidentengattin Simone Gbagbo von einem Gericht in Abidjan zu 20 Jahren Haft verurteilt, doppelt so viel wie von der Staatsanwaltschaft gefordert. Kritiker werten den Prozess als politisch motiviert.[30]
- Bago/Myanmar: In Letpadan im Distrikt Bago stoppt die Polizei eine Studentenprotestaktion für ein demokratisches Ausbildungsgesetz auf brutale Art und Weise. Die Teilnehmer demonstrieren auf einem bereits im Januar in Mandalay beginnenden Marsch auf die Hafenstadt Rangun zu für unabhängige Studentenverbände, eine Modernisierung des Lehrprogramms und Änderungen der Universitätszulassung. Auf einige der Forderungen möchte die Regierung eingehen, jedoch fehlt bisher ein Parlamentsbeschluss dazu.[31]
- Bogotá/Kolumbien: Die kolumbianische Regierung stellt über zwei Jahre nach Beginn der Friedensverhandlungen mit der linksgerichteten Guerillaorganisation FARC die Luftangriffe gegen die Rebellen vorübergehend ein. Hält sich auch die FARC an die Feuerpause, kann die Waffenruhe verlängert werden.[32]
- Islamabad/Pakistan: Rund drei Monate nach einem islamistischen Anschlag auf eine Schule mit fast 150 Toten hebt die pakistanische Regierung ein seit 2008 geltendes Moratorium für die Vollstreckung der Todesstrafe vollständig auf und ordnet die Wiederaufnahme von Hinrichtungen in allen Provinzen an.[33]

### Mittwoch, 11. März 2015
- Moskau/Russland: Die russische Regierung kündigt offiziell den Vertrag über Konventionelle Streitkräfte in Europa (KSE-Vertrag) auf.[34]

### Donnerstag, 12. März 2015
- Dinsor/Somalia: Eine US-Drohne tötet den Al-Shabaab-Führer Adnan Garaar, der als Verantwortlicher für den Überfall auf das Westgate-Einkaufszentrum 2013 in der kenianischen Hauptstadt Nairobi gilt, in der Umgebung von Dinsor, etwa 250 km westlich der Hauptstadt Mogadischu.[35]
- Leipzig/Deutschland: Der Lyriker Jan Wagner, der Sachbuchautor Philipp Ther und die Übersetzerin Mirjam Pressler werden mit dem Preis der Leipziger Buchmesse ausgezeichnet.[36]
- Reykjavík/Island: Die isländische Regierung zieht offiziell ihren im Jahr 2009 gestellten Antrag auf Aufnahme in die Europäische Union wieder zurück und erklärt, sie wolle sich auf die Beziehungen zur EU im Rahmen des Europäischen Wirtschaftsraumes konzentrieren.[37] Diese Entscheidung ruft bei der Opposition und der Bevölkerung Proteste hervor. Bei einer spontanen Demonstration vor dem Parlament gegen die Alleinentscheidung der Regierung werden Forderungen nach einem Referendum über einen solchen Schritt laut.[38]
- Zürich/Schweiz: Wegen andauernder ausbleibender Gehaltszahlungen an den früheren simbabwischen Fußballnationaltrainer José Claudinei, genannt Valinhos, schließt der Weltfußballverband FIFA den Fußballverband Simbabwes mit dessen Nationalmannschaft von der Qualifikation für die Fußball-Weltmeisterschaft 2018 aus.[39]

### Freitag, 13. März 2015
- Funafuti/Tuvalu: Ausläufer des schweren tropischen Zyklons Pam führen zu heftigen Überschwemmungen im pazifischen Inselstaat Tuvalu.[40]
- Kapstadt/Südafrika: Mediziner berichten, dass Mitte Dezember an der Universität Stellenbosch erfolgreich die erste Penis-Transplantation durchgeführt wurde. Der Patient hat das voll funktionstüchtige Organ von einem Verstorbenen erhalten.[41]
- Scharm El-Scheich/Ägypten: Bei einer Investorenkonferenz wirbt Ägypten um Geldgeber. Kritiker in dem nordafrikanischen Land befürchten eine Privatisierungswelle und steigende Arbeitslosigkeit.[42]
- Valparaíso/Chile: Ein Brand bricht auf einer Müllhalde aus, weitet sich zum schweren Waldbrand aus und bedroht die Hafenstädte Valparaíso und Viña del Mar. Vorübergehend müssen tausende Menschen evakuiert werden. Für beide Küstenorte gilt der Notstand. Der Brand fordert bislang einen Toten und 32 Verletzte.[43]

### Samstag, 14. März 2015

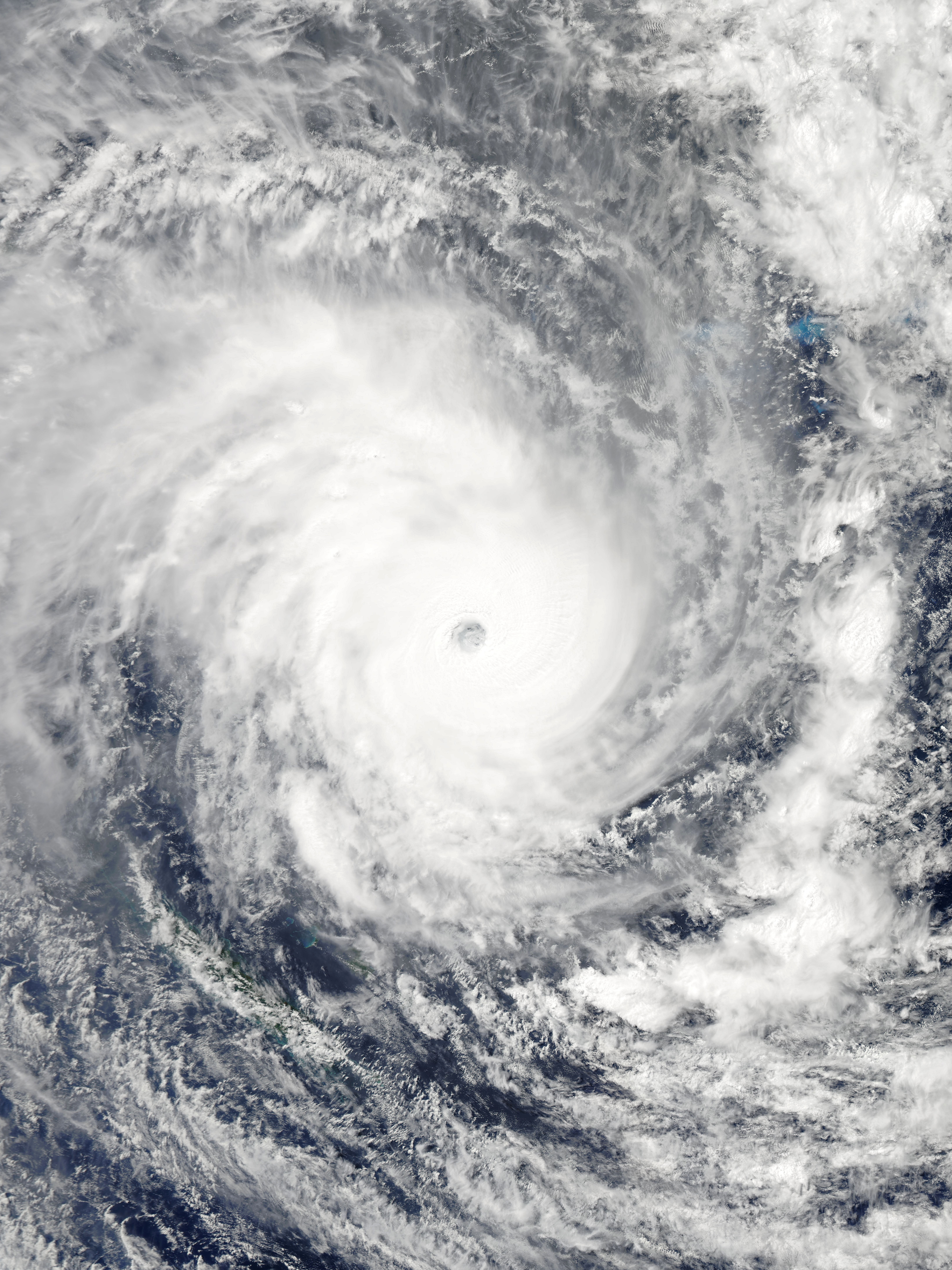
Schwerer tropischer Zyklon Pam nahe Vanuatu am 13. März 2015

- Port Vila/Vanuatu: Der schwere tropische Zyklon Pam zieht am frühen Morgen (Ortszeit) mit Windgeschwindigkeiten über 270 km/h über die Inselkette der Neuen Hebriden und richtet schwere Verwüstungen an. Ganze Dörfer sind offenbar zerstört. Inoffiziellen Meldungen zufolge kommen mindestens 44 Personen ums Leben. Präsident Baldwin Lonsdale bittet um internationale Hilfe, welche die Nachbarstaaten Australien und Neuseeland schnell bereitstellen möchten.[44][45]

### Sonntag, 15. März 2015
- Brasília/Brasilien: Hunderttausende protestieren in verschiedenen Städten Brasiliens gegen die Regierung von Präsidentin Dilma Rousseff. Besonders kritisiert wird der Korruptionsskandal beim staatlich kontrollierten Ölkonzern Petrobras, bei dem Schmiergelder an Politiker und Parteien, darunter die Regierungspartei der Präsidentin, geflossen sind.[46]
- Bregenz/Österreich: Bei den Gemeindevertretungswahlen in Vorarlberg wird die ÖVP mit Verlusten stärkste Kraft und erreicht 34 Prozent. FPÖ und Grüne legen jeweils leicht zu und erreichen 14 bzw. 11 Prozent. Die SPÖ muss leichte Stimmeinbußen hinnehmen und erreicht knapp 10 Prozent.[47]
- Klagenfurt/Österreich: In jenen 37 Gemeinden, bei denen bei den Bürgermeisterwahlen in Kärnten am 1. März 2015 keine Entscheidung gefallen ist, werden Stichwahlen durchgeführt, bei denen sich unter anderen in der Landeshauptstadt Klagenfurt die Herausforderin Maria-Luise Mathiaschitz (SPÖ) gegenüber dem bisher amtierenden Bürgermeister Christian Scheider (FPÖ) durchsetzt.[48]
- Kontiolahti/Finnland: Erfolgreichste Nation bei den 47. Biathlon-Weltmeisterschaften im ostfinnischen Kontiolahti ist Frankreich mit 6 Medaillen, darunter drei Goldmedaillen.[49] Erfolgreichste Athletin mit vier gewonnenen Medaillen ist die Französin Marie Dorin-Habert.[50]
- Lahore/Pakistan: Bei einem Doppelanschlag durch zwei Selbstmordattentäter einer Taliban-Gruppe auf christliche Kirchen während des Gottesdienstes kommen in der ostpakistanischen Metropole Lahore mindestens 17 Menschen ums Leben und 80 weitere werden verletzt. Nach dem Doppelanschlag in dem verarmten Christen-Viertel Yohana Abad in Lahore lyncht ein aufgebrachter Mob zwei Menschen, die man beschuldigt, den Attentätern geholfen zu haben.[51]
- Port Vila/Vanuatu: Nach dem verheerenden Zyklon Pam ist das Ausmaß der Verwüstungen noch nicht abzusehen. Viele der 80 Inseln sind von der Außenwelt abgeschnitten, Dörfer zerstört, die Hauptstadt schwer beschädigt sowie Telekommunikationsverbindungen unterbrochen. Die vanuatuische Regierung ruft den nationalen Notstand aus. Unterdessen laufen Hilfsmaßnahmen von Australien und Neuseeland an. Im Nachbarland Tuvalu ist nach Aussagen von dessen Regierungschef Enele Sopoaga fast jeder zweite Bewohner vom Zyklon schwer getroffen worden. Auch die tuvaluische Regierung ruft den nationalen Notstand aus.[52]

### Montag, 16. März 2015
- Bangui/Zentralafrikanische Republik: Nach dem Ende des Militäreinsatzes in der Zentralafrikanischen Republik startet die Europäische Union jetzt eine Ausbildungsmission in dem Krisenland, diesmal allerdings ohne Beteiligung der Bundeswehr.[53]
- Essen/Deutschland: Das Landgericht Essen verurteilt den Kunstberater Helge Achenbach wegen Betrugs zu sechs Jahren Gefängnis.[54]

### Dienstag, 17. März 2015

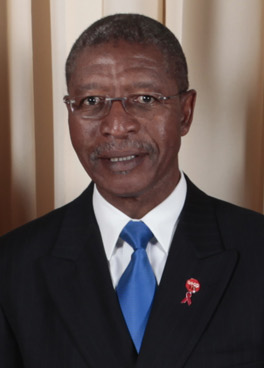
Bethuel Pakalitha Mosisili

- Den Haag/Niederlande: Im Konflikt um die Kontrolle des rohstoffreichen Südchinesischen Meeres legen die Philippinen dem Ständigen Schiedshof Dokumente mit weiteren Argumenten vor, die die Ansprüche Chinas zunichtemachen sollen.[55]
- Jerusalem/Israel: Die regierende Likud-Partei von Ministerpräsident Benjamin Netanjahu gewinnt die Parlamentswahlen überraschend deutlich und holt 30 Sitze in der Knesset. Das oppositionelle Mitte-links-Bündnis Zionistische Union von Herausforderer Jitzchak Herzog erhält 24 Mandate. Drittstärkste Kraft wird mit 14 Mandaten das arabische Parteienbündnis vor der Zukunftspartei von Yair Lapid mit elf Parlamentssitzen und der neu angetretenen Partei Kulanu des ehemaligen Kommunikationsministers Mosche Kachlon mit zehn Abgeordneten. Auf den Ministerpräsidenten warten schwierige Koalitionsverhandlungen.[56]
- Kars/Türkei: Am Baubeginn der Transanatolischen Pipeline (TANAP), die ab 2018 Erdgas aus Aserbaidschan nach Europa transportieren soll, nehmen die Staatsoberhäupter aus der Türkei, aus Georgien und aus Aserbaidschan teil.[57]
- Madrid/Spanien: Ein Forscherteam gibt die Entdeckung des Grabs des „spanischen Nationaldichters“ Miguel de Cervantes bekannt.[58]
- Maseru/Lesotho: Bethuel Pakalitha Mosisili wird in sein Amt als Premierminister eingeführt.[59]

### Mittwoch, 18. März 2015

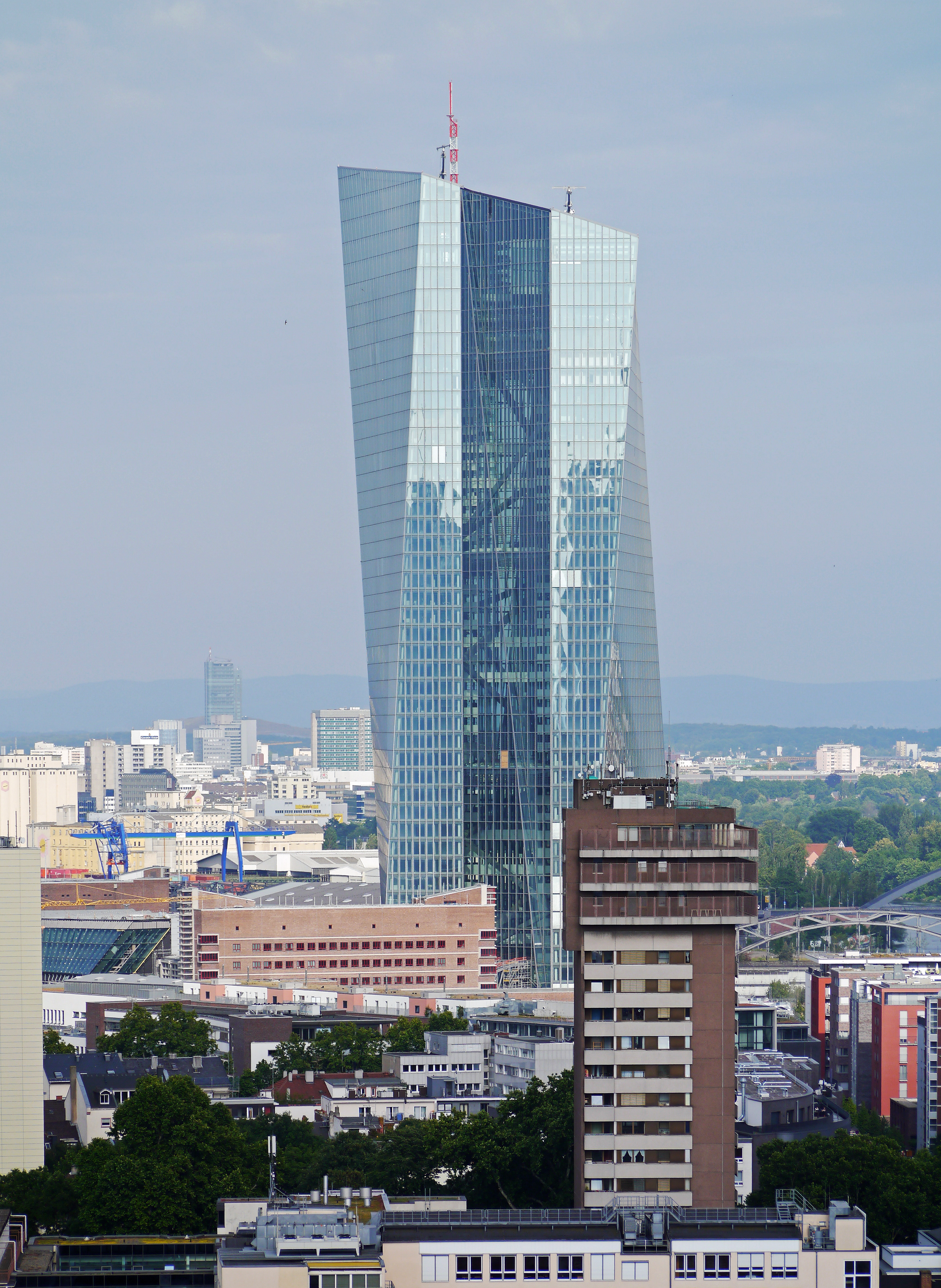
Gebäude der Europäischen Zentralbank in Frankfurt am Main

- Frankfurt am Main/Deutschland: Bei der Eröffnung des Neubaus der Europäischen Zentralbank in Frankfurt kommt es zu massiven Ausschreitungen am Rande der von Blockupy-Aktivisten initiierten Protestkundgebungen; bei ihnen werden über 220 Personen verletzt.[60]
- Tunis/Tunesien: Bei einem Terroranschlag auf das Nationalmuseum von Bardo in der tunesischen Hauptstadt Tunis werden mindestens 21 Menschen, darunter 17 ausländische Touristen, getötet und mehr als zwanzig verletzt. Präsident Essebsi fordert die Mobilisierung aller Kräfte, um die Terroristen endgültig auszuschalten.[61]

### Donnerstag, 19. März 2015
- Tunis/Tunesien: Die Terrormiliz Islamischer Staat übernimmt in einer Audiobotschaft die Verantwortung des gestrigen Terroranschlags, bei dem sich die Zahl der Opfer auf 20 Touristen, einen Polizisten und die beiden Attentäter erhöht hat. In einer ersten Reaktion kündigt der tunesische Präsident an, Soldaten in allen größeren Städten zur Erhöhung der Sicherheit patrouillieren zu lassen und die Sicherheit an den Grenzen, insbesondere zu Libyen, zu überprüfen.[62]

### Freitag, 20. März 2015

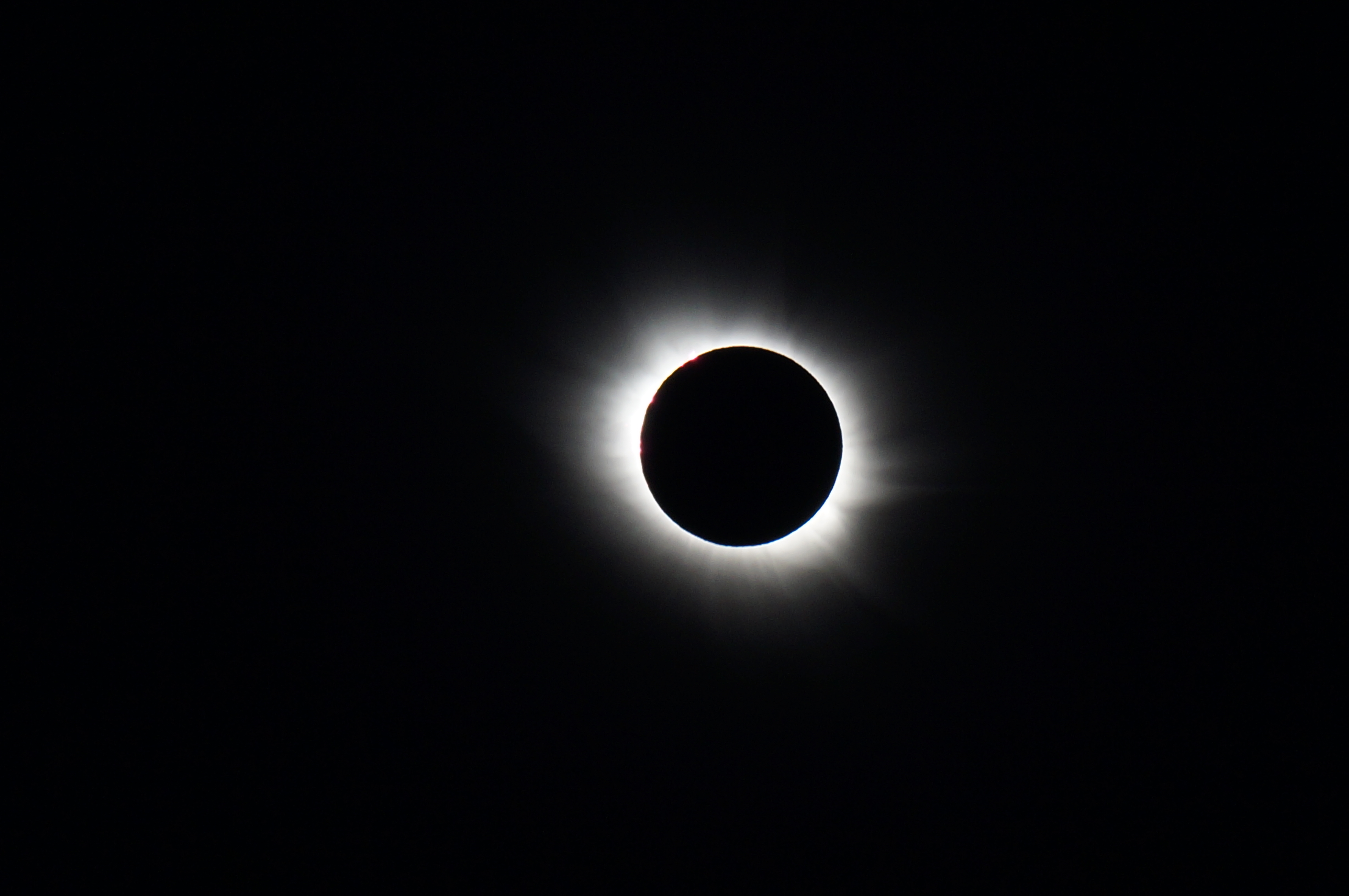
Totale Sonnenfinsternis über Longyearbyen, Spitzbergen (Norwegen)

- Sanaa/Jemen: Bei einem Doppelanschlag in zwei Moscheen während des Freitaggebetes in der von Huthi-Rebellen kontrollierten jemenitischen Hauptstadt kommen mindestens 142 Gläubige um und weitere 350 Personen werden verletzt. Darüber hinaus wird in Aden die Residenz des amtierenden Staatsoberhauptes Abed Rabbo Mansur Hadi beschossen.[63]
- Tórshavn/Färöer: Auf der Nordhalbkugel ereignet sich eine totale Sonnenfinsternis. Die Totalitätszone verläuft über die Färöer, den Nordatlantik und Spitzbergen. Während auf den Färöer-Inseln, die durch das Ereignis einen Touristenansturm erfahren,[64] starke Bewölkung die Sicht auf die Sonne versperrt, war die Sonnenfinsternis auf Spitzbergen gut zu beobachten.[65] Der befürchtete Engpass im deutschen Stromnetz durch starke Schwankungen des Solarstroms ist nicht eingetreten.[66]

### Samstag, 21. März 2015
- Windhuk/Namibia: Hage Geingob wird als dritter Staatspräsident Namibias vereidigt.[67]

### Sonntag, 22. März 2015

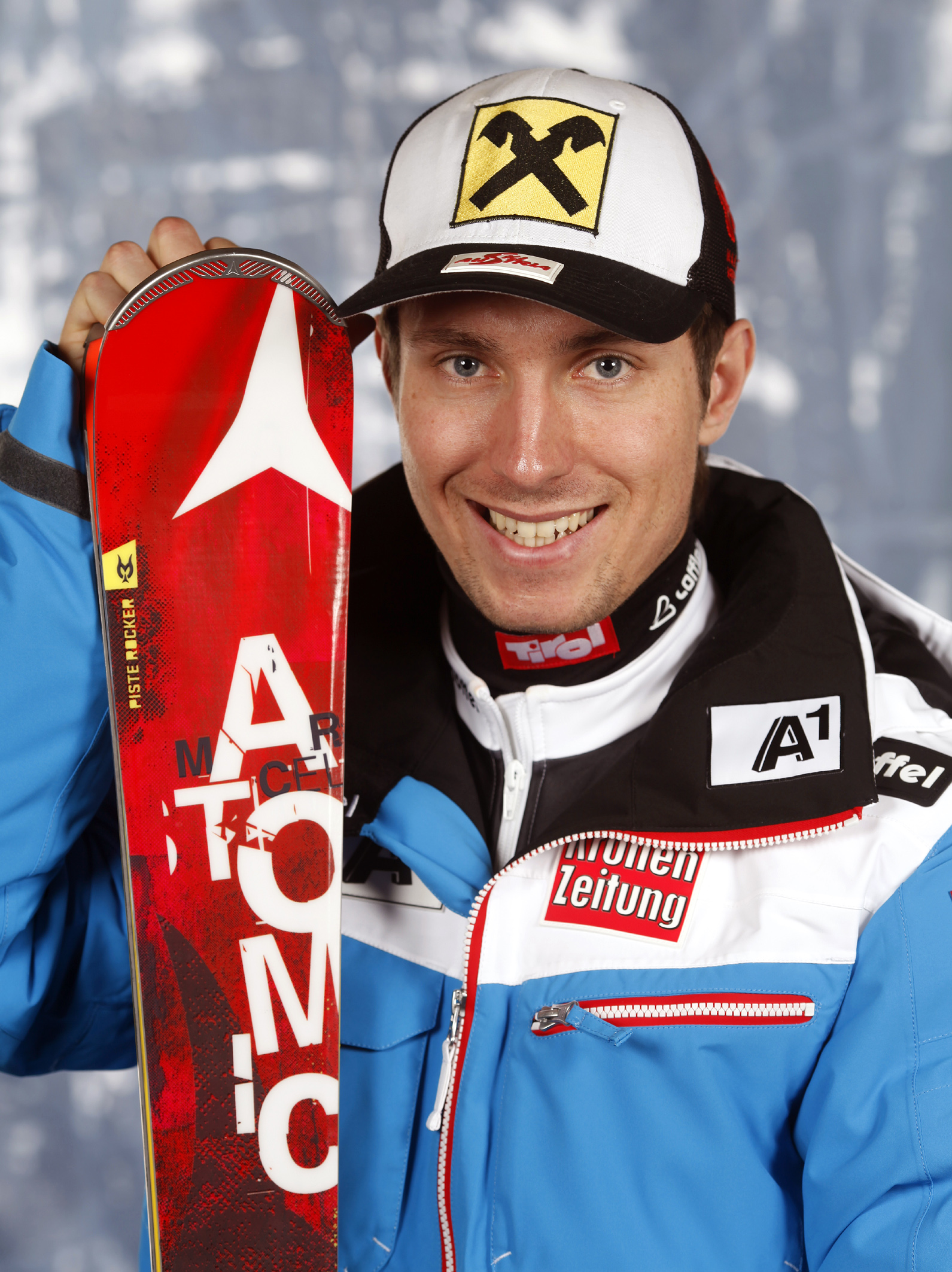
Marcel Hirscher

- Graz/Österreich: Bei den Gemeinderatswahlen in der Steiermark müssen ÖVP und SPÖ Verluste hinnehmen, bleiben aber mit knapp 43 % bzw. über 31 % die bestplatzierten Kräfte. Die FPÖ gewinnt deutlich und kann ihr Ergebnis auf knapp 14 % verdoppeln. Die viertplatzierten Grünen gewinnen leicht und erhalten ca. 3,3 %.[68]
- Méribel/Frankreich: Der Österreicher Marcel Hirscher wird Sieger im Alpinen Ski-Weltcup der Herren. Damit ist er der erste alpine Skirennläufer, der den Gesamtweltcup viermal in Folge für sich entscheiden konnte.[69] Die österreichische Skirennläuferin Anna Fenninger gewinnt zum zweiten Mal in Folge den Gesamt-Weltcup.[70]
- Planica/Slowenien: Der Deutsche Severin Freund gewinnt trotz Punktgleichheit mit seinem slowenischen Konkurrenten Peter Prevc den Gesamt-Weltcup im Skispringen.[71]
- Taizz/Jemen: Im Machtkampf zwischen schiitischen Huthi-Rebellen mit der jeminitischen Regierung vergrößern die Aufständischen ihren Machtbereich und nehmen die Stadt Taizz ein, die nur 130 Kilometer von der derzeitigen Residenz des Präsidenten Abed Rabbo Mansur Hadi, der Hafenstadt Aden, liegt.[72]

### Montag, 23. März 2015
- Huaraz/Peru: Bei einem schweren Busunfall kommen nahe Haurmey in der peruanischen Andenregion Ancash mindestens 37 Personen um, weitere 70 werden verletzt.[73]

### Dienstag, 24. März 2015
- Prads-Haute-Bléone/Frankreich: In Südfrankreich stürzt im Gebiet der südlichen Alpen eine Germanwings-Passagiermaschine des Typs Airbus A320 auf dem Weg von Barcelona nach Düsseldorf mit circa 150 Menschen an Bord ab. Der französische Präsident François Hollande teilt mit, dass es keine Überlebenden gibt – unter den Opfern befinden sich auch 75 Deutsche[74], darunter eine Austauschschulklasse.[75] Bundeskanzlerin Angela Merkel bekräftigt ihre tiefe Anteilnahme – ihre Termine werden bis auf Weiteres für eine Reise zur Unglücksstelle abgesagt.[76]
- Jerewan/Armenien: Die armenische Nationalversammlung verabschiedet eine Resolution, die den Genozid an Assyrern und Griechen durch das Osmanische Reich anerkennt.[77]
- Salt Lake City/Vereinigte Staaten: Der Bundesstaat Utah beschließt im Rahmen eines Gesetzes die Wiedereinführung von Hinrichtungen durch Erschießen, wenn keine entsprechenden Substanzen für Giftspritzen vorrätig sind.[78]

### Mittwoch, 25. März 2015
- Aden/Jemen: Schiitische Huthi-Rebellen setzen im Jemen ein Kopfgeld auf den Präsidenten Abed Rabbo Mansur Hadi aus, welcher daraufhin fluchtartig das Land verlässt. Wenige Stunden vor der Flucht hat Hadi die Vereinten Nationen um Hilfe gebeten.[79]

### Donnerstag, 26. März 2015
- Sanaa/Jemen: Saudi-Arabien greift mit mehreren arabischen Verbündeten in den Konflikt im Jemen ein und bombardiert den Flughafen von Sanaa sowie mehrere Armeestützpunkte in der Hand der Huthi-Rebellen. Neben Saudi-Arabien beteiligen sich Bahrain, Katar, Kuwait und die Vereinigten Arabischen Emirate an der Militäroperation. Ägypten, Jordanien, Sudan, Marokko und Pakistan unterstützen die Saudis.[80]

### Freitag, 27. März 2015
- Marl/Deutschland: Die Grimme-Preise im Bereich Fernsehunterhaltung und -information werden unter anderem an die Filme Bornholmer Straße, Tatort: Im Schmerz geboren und die Sendung Die Anstalt vergeben.[81]
- Mogadischu/Somalia: Bei einem islamistischen Terroranschlag auf ein bei Politikern und Unternehmern beliebtes Hotel in der somalischen Hauptstadt werden mindestens 20 Personen getötet.[82]
- Rom/Italien: Im Mordfall Meredith Kercher werden Amanda Knox und Raffaele Sollecito vom Obersten Gericht Italiens endgültig freigesprochen.[83]

### Samstag, 28. März 2015
- Abuja/Nigeria: Herausforderer Muhammadu Buhari gewinnt die Präsidentschaftswahlen. Amtsinhaber Goodluck Jonathan gesteht seine Niederlage ein und gratuliert Buhari zum Sieg.[84] Die Wahlen zum Repräsentantenhaus und zum Senat gewinnt jeweils die sozialdemokratische Partei All Progressives Congress vor der Demokratischen Volkspartei.[85]

### Sonntag, 29. März 2015
- Melbourne/Australien: Australien gewinnt durch einen Sieg im Finale über Neuseeland vor der Rekordkulisse von 93.000 Zuschauern zum fünften Mal den Cricket World Cup.[86]
- Paris/Frankreich: Die konservative Partei des früheren Präsidenten Nicolas Sarkozy gewinnt die Regionalwahlen in Frankreich. Während die regierenden Sozialisten deutliche Stimmeinbußen hinnehmen müssen, legt auch die rechtsextreme Front National zu, kann aber in keinem Département eine Mehrheit erreichen.[87]
- Taschkent/Usbekistan: Bei einer Wahlbeteiligung von 91 % gewinnt der autoritär regierende Amtsinhaber die Präsidentschaftswahlen: Islom Karimov erhält 90 % der abgegebenen Stimmen.[88]
- Wien/Österreich: Bei der Amadeus-Verleihung wird Conchita Wurst als beste Künstlerin, für den besten Song und für das beste Video ausgezeichnet.
- Kokopo/Papua-Neuguinea: Ein Erdbeben der Stärke 7,5 Mw mit dem Epizentrum 53 km südöstlich von Kokopo und einer Tiefe von 41 km führt zu einer Tsunami-Warnung. Nennenswerte Schäden durch das Erdbeben oder den kleinen Tsunami werden weder aus Papua-Neuguinea noch von den Salomonen berichtet.[89]

### Montag, 30. März 2015
- Berlin/Deutschland: Nach ersten Untersuchungen stellt die Bundeswehr massive Probleme bei der Treffsicherheit ihres Standard-Sturmgewehrs G36 insbesondere bei hohen Temperaturwerten fest.[90]

### Dienstag, 31. März 2015
- Ankara/Türkei: Ein großer Stromausfall, unter anderem auch in den größten Städten Istanbul und Ankara, legt stundenlang weite Teile der Türkei lahm: der öffentliche Nahverkehr mit U-Bahnen und Straßenbahnen funktioniert ebenso wie Geldautomaten nicht mehr, Fabriken und Banken schließen, Kaufhäuser wie Krankenhäuser weichen auf Notstromversorgung aus. Energieminister Taner Yıldız möchte eine Cyberattacke auf zentrale Rechner zur Regulierung der Stromversorgung nicht ausschließen.[91]
- Funafuti/Tuvalu: Bei den wegen des Zyklons Pam um zwei Wochen verschobenen Parlamentswahlen werden zwölf der fünfzehn parteilosen Abgeordneten wiedergewählt.[92]

## Weblinks

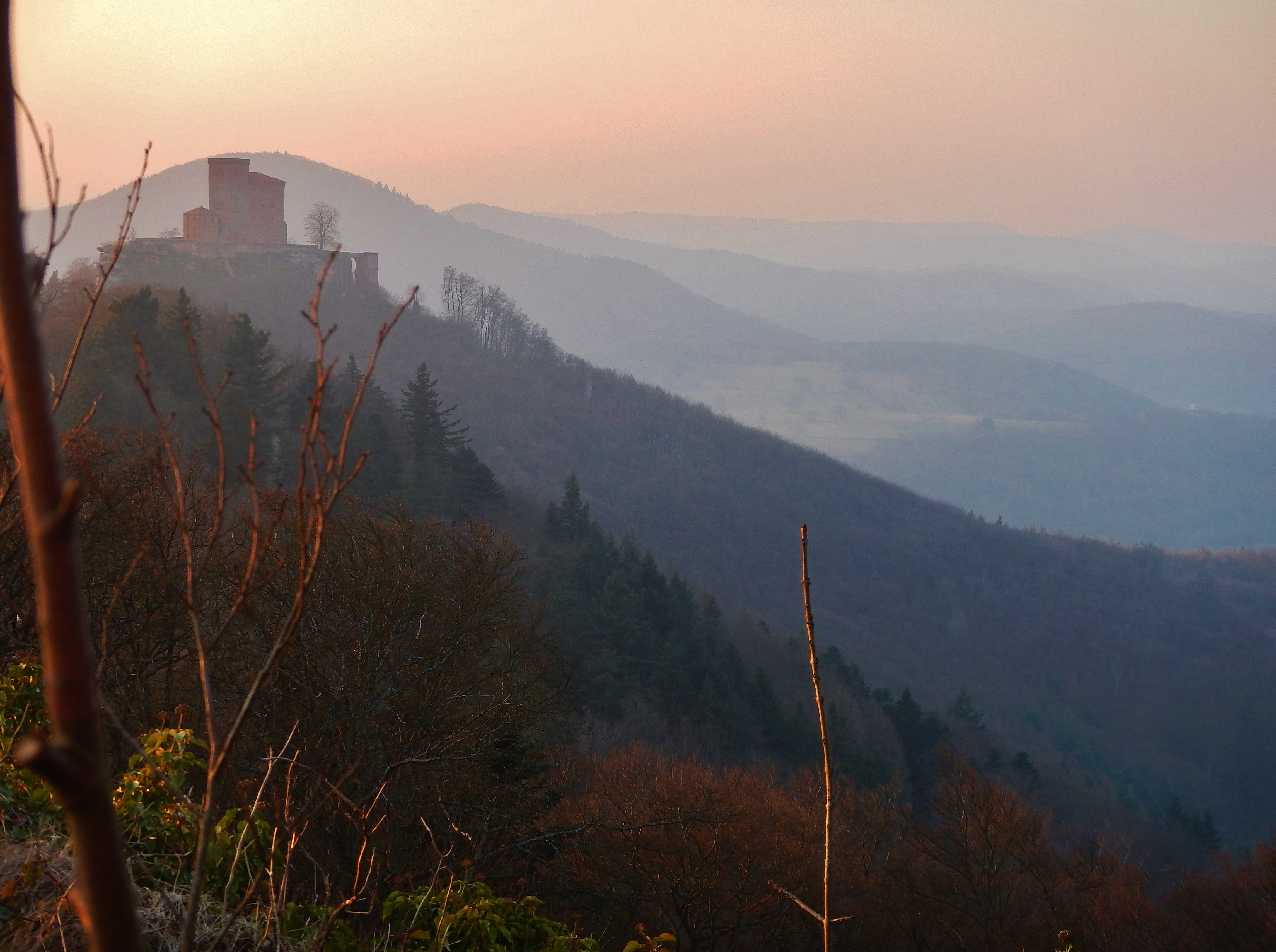
Rheinland-Pfalz im März 2015